# جبالة (ليسوف)
جبالة هو دُوَّار يقع بجماعة امريزيڭ، إقليم سطات، جهة الدار البيضاء سطات في المملكة المغربية. ينتمي الدوّار لمشيخة ليسوف التي تضم 8 دواوير. يقدر عدد سكانه بـ 1026 نسمة حسب الإحصاء الرسمي للسكان والسكنى لسنة 2004.

## روابط خارجية
- البوابة الوطنية للجماعات الترابية نسخة محفوظة 12 مارس 2018 على موقع واي باك مشين.
- المندوبية السامية للتخطيط